# Loki
 Ovo je glavno značenje pojma Loki. Za druga značenja pogledajte Loki (razdvojba).
Loki (Lopt ili Hvedrung) je poznat kao bog trikova i spletki u Nordijskoj mitologiji, Jotun (kao Titani i Giganti u Grčkoj). Zapravo nije bog iako živi s njima u Asgardu. Opisan je kao "počinitelj svih laži i spletki". Dijete je divova Farbautija i Laufeyja, a smatra se Odinovim polubratom, a postoji i mišljenje da je on samo Odinova hipostaza ili, barem, njegova mračna strana. Richard Wagner predstavio je Lokia pod imenom Loge u svojim operama Das Rheingold i Die Walküre.

## Lokijev život

#### Lokijeva žena i djeca
Iako je znao pomagati bogovima, redovito se smatra zlim i pokvarenim, bio je lijep i umiljat. Može promijeniti svoj spol i oblik. Sa suprugom Sigyn ima dva sina, Valija i Nar(v)ija, a s div–ženom Angrbodom još tri čudovišna djeteta koja su ugrožavala bogove. Jedno je vuk Fenrisulf kojeg su bogovi okovali čarobnim uzama Gleipnirom koje su načinili patuljci od šest sastojaka: mačjeg paperja i ženske brade, od korijenja planina i medvjeđih tetiva, ribljeg daha i ptičje pljuvačke; pri njegovu okivanju bog Tyr je izgubio ruku. Potom Hel kojoj je polovina puti plava, a polovina boje mesa; dobila je od Odina vlast nad umrlima od bolesti i starosti. Hel živi u Niflheimu, zemlji mrtvih. Treće Lokijevo strašno dijete je zmija Midgardsorm ili Jormungand koju je Odin bacio u ocean što okružuje zemlju gdje je ona toliko narasla da ju je obujmila i grize vlastiti rep. Još jedno biće je Lokijev potomak, to je Odinov osmonogi konj Sleipnir. 

#### Baldrova smrt i kazna
Kako je prouzrokovao smrt Baldrovu, bogovi su se strašno naljutili na njega i njihova je osveta bila bogovski okrutna: svezali su Lokija crijevima njegovih sinova Valija i Nar(v)ija za tri kamena, a ponad njegove glave postavili su zmiju otrovnicu čiji mu je otrov curio u lice. Dopustili su njegovoj supruzi Sigyn da hvata otrov u posudu, ali kad bi morala posudu isprazniti, otrov bi kapao na njegovo lice te bi se on grčio od boli tako jako da bi se zemlja tresla. Tako nastaje potres. Kada dođe vrijeme Ragnaröka, Loki će se osloboditi i povest će divove u borbu protiv bogova. Borit će se s bogom Heimdallom; obojica će izginuti.  